# Павлов Володимир Олексійович
Володимир Олексійович Павлов (2 серпня 1941, Ашгабат — 21 жовтня 2021, Київ) — український діяч, заслужений лікар України, головний лікар Дніпропетровської обласної клінічної лікарні імені Мечникова, начальник управління охорони здоров'я Дніпропетровської обласної державної адміністрації. Народний депутат України 1-го скликання. Кандидат медичних наук (1984), доктор медичних наук (1993), професор.

## Біографія
Народився в родині лікарів, в місті Ашхабаді, де служив польовим лікарем його батько.
У 1959—1965 роках — студент Дніпропетровського державного медичного інституту, лікар.
З 1965 року — лікар-травматолог, нейрохірург медсанчастини комбінату «Криворіжсталь» імені Леніна міста Кривий Ріг Дніпропетровської області. У 1970 році був учасником ліквідації наслідків землетрусу в Республіці Перу.
Член КПРС з 1968 до 1991 року.
З 1972 року — головний лікар Дніпропетровської обласної клінічної лікарні імені Мечникова.
У 1984 році захистив кандидатську дисертацію «Шляхи підвищення ефективності реабілітації психіки хворих».
18.03.1990 року обраний народним депутатом України, 2-й тур, 47,35 % голосів, 15 претендентів. Входив до групи «Злагода - Центр», фракції «Нова Україна». Голова підкомісії Комісії ВР України з питань здоров'я людини. 
У 1992—1995 роках — начальник управління охорони здоров'я Дніпропетровської обласної державної адміністрації.
У 1993 році захистив докторську дисертацію «Клініко-біохімічне та експериментальне дослідження середньомолекулярних пептидів, протеолізу та деяких нейроспецифічних білків при алкоголізмі».
Член Партії регіонів. Обирався депутатом Дніпрпетровської обласної ради від Партії регіонів.
У 2010—2015 роках — заступник голови виконавчого апарату з питань супроводження реформування системи охорони здоров'я — радник голови Дніпропетровської обласної ради.
Автор (співавтор) понад 90 наукових праць, зокрема 2 монографій, 12 винаходів. Під його керівництвом збудовано та оснащено дві обласних лікарні в Дніпропетровській області — психіатричну Ігренську та обласну імені Мечникова.
Помер 21 жовтня 2021 року на 81-му році життя від інфаркту.

## Нагороди
- орден Трудового Червоного Прапора
- орден «Знак Пошани»
- орден «За заслуги» І ступеня
- орден «За заслуги» ІІ ступеня (.08.2001)[2]
- орден «За заслуги» ІІІ ступеня (.05.1998)[3]
- медалі
- заслужений лікар України